# Georg Friedrich Grimm
Georg Friedrich Grimm, auch Georg Friedrich Grimme (* vor 1635; † 1690) war ein deutscher Buchdrucker in Hannover.

## Leben
1650 kam Georg Friedrich Grimm in den Besitz der Offizin des Johann Friedrich Glaser.
Er soll von 1668 bis 1673 die Europäische Montags Zeitung bzw. Europäische Freytags Zeitung herausgegeben haben.
Ab 1670 war er fürstlich bestallter Buchdrucker und 1685 fürstlicher Hofbuchdrucker.
Mit seiner Frau Gertrud Cordes hatte er die Söhne Johann Peter und Andreas. Nach seinem Tod führte seine Witwe das Geschäft zwei Jahre fort, bis ihr Sohn Johann Peter Grimm es bis 1704 übernahm.
Sein Sohn Andreas wurde von 1672 bis 1688 Nachfolger des Buchdruckers Johann Heinrich Stock in Korbach; um 1691 war er in Münden und ab 1700 als Verleger in Korbach verzeichnet.

## Bekannte Werke (unvollständig)
- 1667, als Georg Friedrich Grimme in dem Kupferstichwerk Anfängliche Schreibkunst von Johann Hemelinger[1]
- um 1668: Kupferstich mit dem „Einzug der Braut des Herzogs Johann Friedrich zu Braunschweig-Lüneburg in Hannover am 9. November 1668“[1]
- 1668–1678: „wohl“ Herausgabe der Europäische Montags Zeitung bzw. Europäische Freytags Zeitung[1]
- M. Georgio Erythropilo Ministerii Seniore und Pastore zu S. Georg und Jacob: Christianismus Piorum …. Georg Friedrich Grimm, Hannover 1662, Leichenpredigt für Maria Janus (1616–1666), seine Schwiegermutter;[4]
- Proskephalaion, Das ist/ Geistliches Hauptküssen ... [Leichenansprache des David Erythropel für den Landrentmeister Christoff Blume] Hannover: Georg Friedrich Grimm, 1662; digital über die Niedersächsische Staats- und Universitätsbibliothek Göttingen (SUB Göttingen).